# Orgue du château de Candé
L'orgue du château de Candé est un « orgue de résidence » pouvant être joué manuellement ou automatiquement, fabriqué en 1928 par le facteur d'orgues américain Ernest Martin Skinner et installé au château de Candé (commune française de Monts, Indre-et-Loire).
Fabriqué sur une commande de Charles Bedaux, propriétaire du château depuis 1927 (numéro de fabrication : opus 718), l'orgue est notamment utilisé par Marcel Dupré pour accompagner  la cérémonie de mariage du duc de Windsor, ex-roi d'Angleterre sous le nom d'Édouard VIII, et de Wallis Simpson, qui se déroule au château le 3 juin 1937. Des dégâts causés à l'orgue par l'explosion accidentelle, en 1943, d'une poudrerie proche du château sont rapidement réparés mais l'instrument n'est plus utilisé à partir de 1959.
Sa partie instrumentale est classée au titre objet des monuments historiques français en 1993. Une campagne complète de restauration se déroule de 2005 à 2012 et, depuis 2015, cet orgue remis en service est l'un des trois seuls du même type encore en fonctionnement au monde parmi la vingtaine d'exemplaires toujours existants.

## Historique

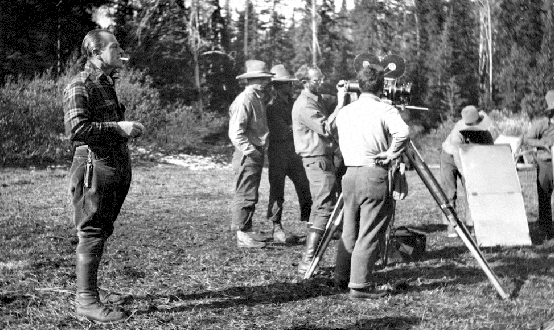
Charles Bedaux (à gauche).

En 1927, le milliardaire franco-américain Charles Bedaux rachète le château de Candé à Jean Drake del Castillo (troisième génération de propriétaires issus de la même famille), que de graves difficulté financières conduisent à se séparer de ses biens patrimoniaux.
Bedaux ne touche que très peu à l'ordonnancement architectural du château lui-même qui est l'œuvre, dans le troisième quart du XIXe siècle, de Santiago Drake del Castillo et de son fils Jacques. Il construit simplement un couloir et opère la réunion de deux pièces pour en faire une bibliothèque. Il modifie également le perron d'accès au logis. Par contre, il revoit presque intégralement l'aménagement intérieur des pièces en conciliant modernité, confort et esthétique, confiant la direction des travaux à Henri Lafargue, architecte des monuments historiques du Loir-et-Cher.

### L'installation (1928-1929) et l'utilisation pour un mariage princier (1937)

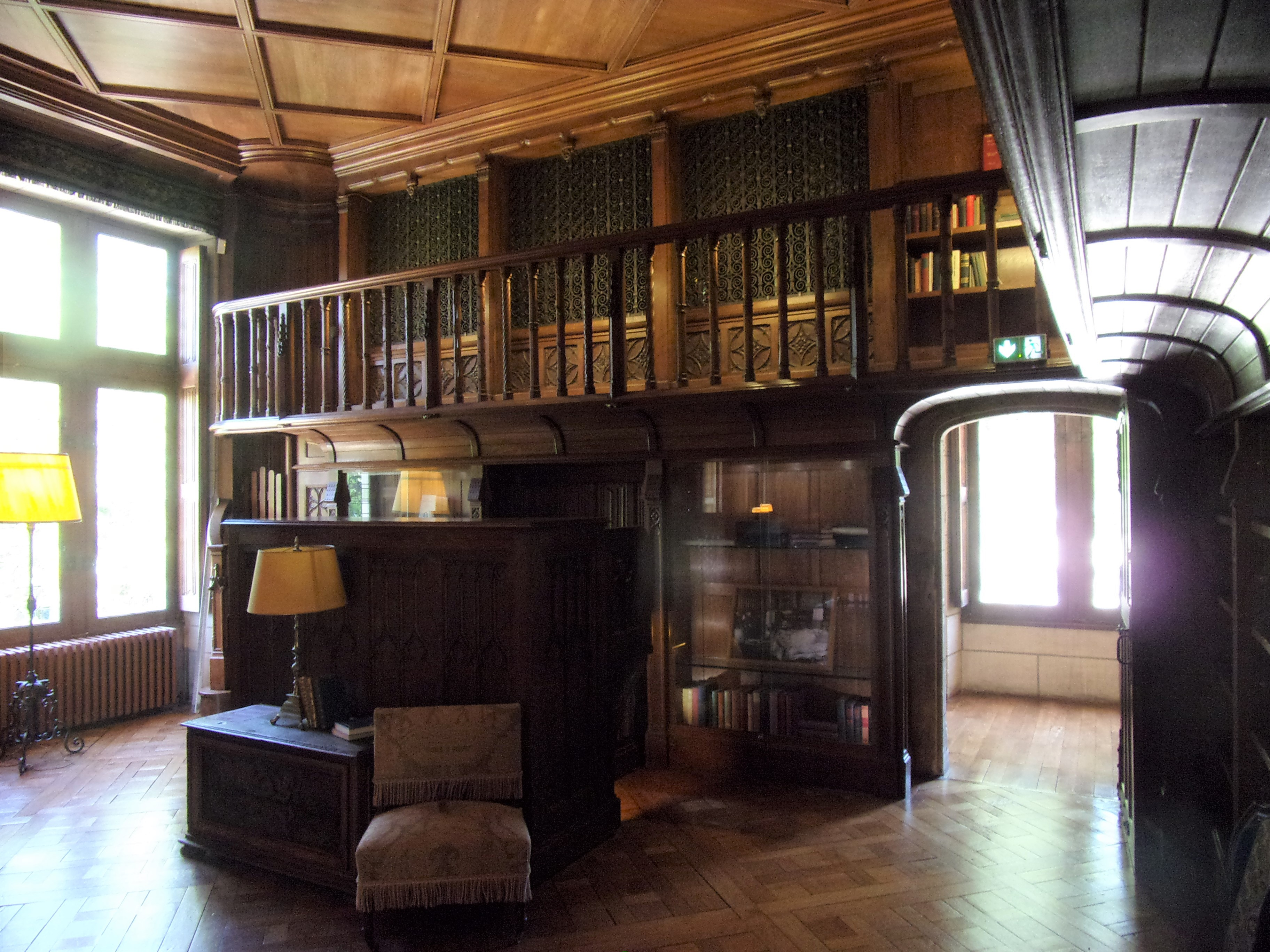
Console de l'orgue devant les panneaux de la bibliothèque.

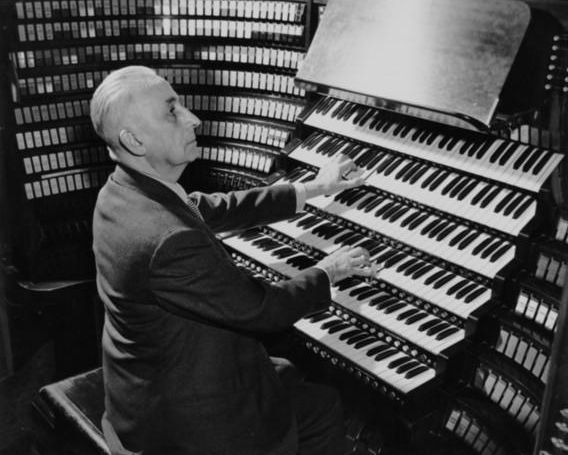
Marcel Dupré.

C'est dans cet esprit que Charles Bedaux, amateur de musique au même titre que Fern, son épouse, commande en 1928 au facteur d'orgues américain Ernest Martin Skinner — Bedaux possède des parts dans l'entreprise de Skinner à Boston — un « orgue de résidence » sous le numéro de fabrication « opus 718 » ; l'instrument est préalablement monté et testé aux États-Unis dans les ateliers Skinner, puis démonté en vue de sa livraison en France. Son remontage dans la bibliothèque du château de Candé et son réglage s'échelonnent sur les années 1928 et 1929. La console est installée de manière que l'organiste soit tourné face à la bibliothèque et dos au mur, à l'inverse de ce qui généralement retenu. L'orgue peut être joué manuellement ou être actionné de manière automatique par un mécanisme à rouleaux perforés. Au mois d'août 1930, Charles Bedaux organise une fête au château pour célébrer la fin des travaux d'aménagement en cours depuis trois ans ; à cette occasion, l'orgue est inauguré par Marcel Dupré.
Le 3 juin 1937 a lieu au château de Candé le mariage du duc de Windsor, ex-roi d'Angleterre sous le nom d'Édouard VIII, et de Wallis Simpson ; le mariage civil se déroule dans la bibliothèque, puis le mariage religieux est célébré dans le salon de musique, attenant. Marcel Dupré, qui a par ailleurs enregistré plusieurs pièces sur des rouleaux de lecture pour cet orgue, y joue les morceaux qui accompagnent les cérémonies : des œuvres de grands musiciens (Bach, César Franck, Haendel, Charles-Marie Widor), mais aussi certaines de ses propres compositions.

### Des dommages accidentels (1943) au classement (1993)
Le 18 octobre 1943, le souffle de l'explosion accidentelle de la poudrerie du Ripault, située à 1 km du château, endommage l'instrument. Il est rapidement réparé dès 1944-1945 par Robert Boisseau, un facteur d'orgues de la Vienne qui en assure ensuite l'entretien jusqu'en 1959, date à partir de laquelle l’instrument n'est plus utilisé, sans pour autant qu'il se détériore de manière sensible.
En 1992, un devis de réparation est établi par un facteur d'orgues de Vendée, sans suite. L'année suivante, des facteurs d'orgues américains examinent l'instrument et alertent le conseil général d'Indre-et-Loire — il est propriétaire du domaine de Candé depuis 1974, deux ans après la mort de Fern Bedaux, veuve de Charles — sur le bon état général de l'orgue qui n'a pas été très utilisé et dont l'usure des pièces mobiles est réduite. La procédure de classement au titre objet des monuments historiques de la partie instrumentale de l'orgue est immédiatement engagée ; elle aboutit très rapidement, le 20 décembre 1993.

### La restauration (2005-2012) et la remise en service (2015)

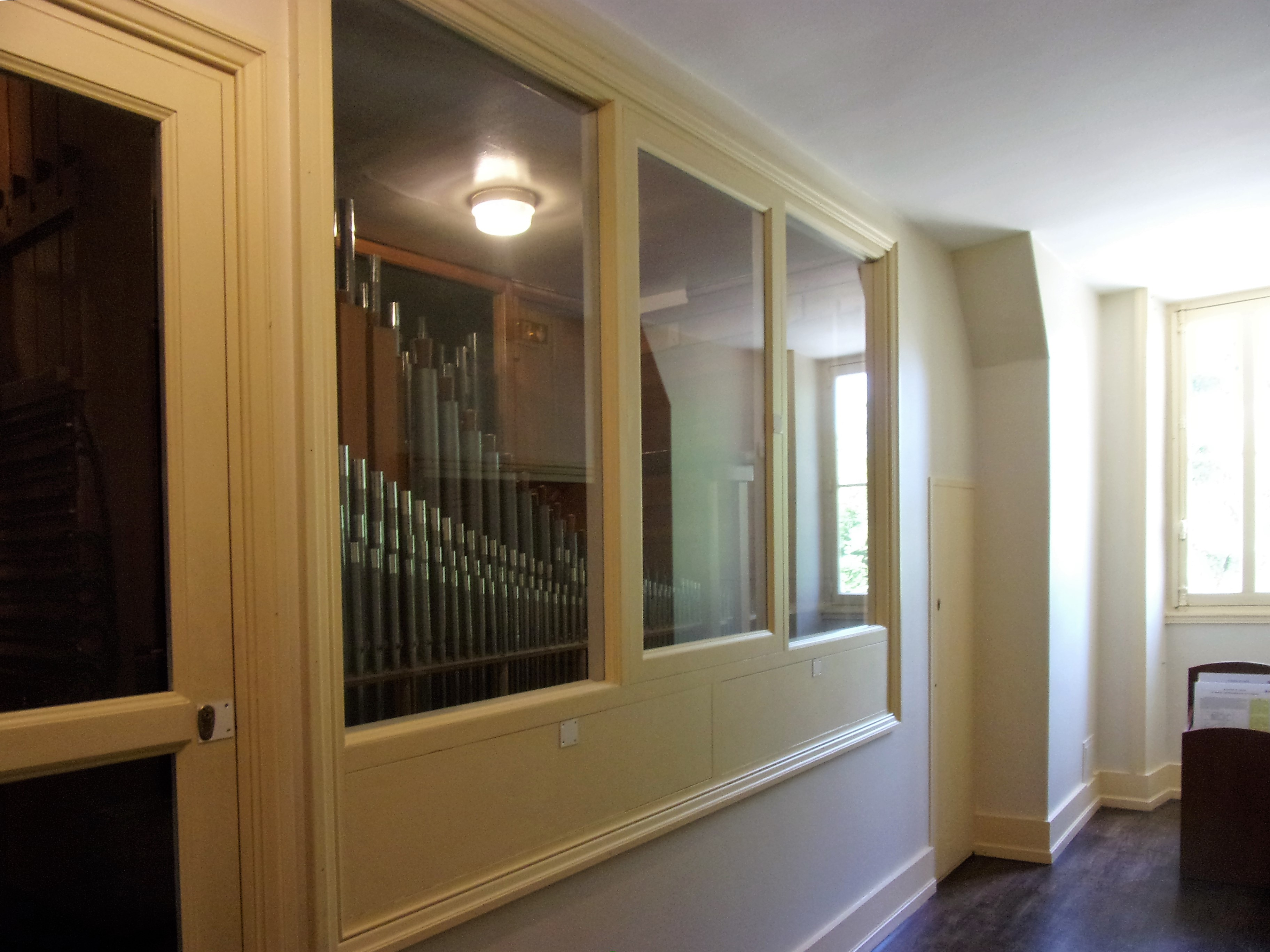
Cloison vitrée d'accès au mécanisme de l'orgue.

Au début des années 2000, l'orgue est encore doté de tous ses composants d'origine — un petit stock de pièces de rechange est même disponible sur place —, mais les circuits électriques et les contacteurs en mauvais état interdisent son utilisation. Une restauration est décidée, qui est confiée à la Manufacture bretonne d'orgues de Nantes ; cette dernière s'appuie sur l'expertise technique de la Thompson-Allen company de New Haven (Connecticut), entreprise américaine héritière du savoir-faire de la manufacture Skinner.
Quatre campagnes successives de démontage des différentes parties instrumentales, en 2005, permettent d'établir un diagnostic précis sur l'état de l'instrument, préalable indispensable aux réfections ; cette phase préliminaire est rendue difficile par la complexité de l'installation des mécanismes. La phase de restauration proprement dite, qui dure jusqu'en 2012, concerne aussi bien les dispositifs d'alimentation (la dynamo fait place à un redresseur), les sommiers (toutes les peausseries sont remplacées), les mécanismes (les contacts électriques sont nettoyés, les membranes changées), les tuyaux (quelques anches sont remplacées) que la console (plusieurs pièces du lecteur de rouleaux sont renouvelées ; les autres éléments, en bon état, sont simplement nettoyés). Pour mettre en valeur le mécanisme de l'orgue, une large baie vitrée est ménagée dans la cloison séparant le couloir du premier étage des pièces abritant les mécanismes, permettant aux visiteurs de voir les tuyaux et autres éléments instrumentaux. À l'issue de ces travaux, l'orgue restauré est inauguré en septembre 2015.
L'orgue du château de Candé est, au XXIe siècle, l'un des trois seuls orgues de résidence fabriqués par Skinner encore en fonctionnement dans le monde parmi la vingtaine d'exemplaires qui existent encore. Outre celui de Candé, un second orgue de résidence fabriqué par Aeolian-Skinner, qui en 1932 prend la succession de la compagnie Skinner, est installé en 1935 au domicile parisien du dramaturge Pierre Wolff. Celui de Candé est le seul qui subsiste en France et en Europe, Skinner n'ayant pas installé ce type d'instruments dans d'autres pays européens,.

## Description

### Insertion dans l'architecture du château
| - Chambre des contacteurs. - Chambre des mécanismes. |

Plan de la bibliothèque du château et du premier étage correspondant à la machinerie de l'orgue.

L'orgue Skinner est installé sur trois étages différents du château de Candé :
- au rez-de-chaussée, dans la bibliothèque, se trouve la console de l'orgue avec les claviers, les commandes de jeux et de registres et le pédalier ;
- au premier étage, au-dessus de la bibliothèque et sur l'équivalent d'une grande partie de sa surface, une petite pièce est consacrée aux contacteurs électropneumatiques entre les différents éléments de l'orgue. La partie instrumentale est contenue dans une pièce rectangulaire divisée en deux chambres. La première abrite les tuyaux du clavier de Swell, le jeu de Harp, ainsi que les 61 lames du célesta. La seconde chambre renferme les tuyaux du clavier de Great et de la Pedale, la grosse caisse et les 20 cloches tubulaires. Les sons passent aux travers de jalousies réglables actionnées depuis la console, puis sont renvoyés vers la bibliothèque par un puits sonore qui aboutit à des grilles en fer forgé occupant les panneaux de la galerie de la bibliothèque surplombant la console[9] ;
- dans les combles, au-dessus des pièces du mécanisme, se trouvent la dynamo (8 volts en courant continu) et les deux turbines concentriques du ventilateur (une pour alimenter les tuyaux de l'orgue, l'autre pour ses contacteurs électropneumatiques).

Cette disposition interdit une commande mécanique directe des jeux depuis la console. L'orgue Skinner du château dispose donc d'une commande électropneumatique intégrale : la console est reliée, par des câbles électriques, à la série des contacteurs qui déclenchent les mécanismes pneumatiques de l'orgue.

### Caractéristiques instrumentales

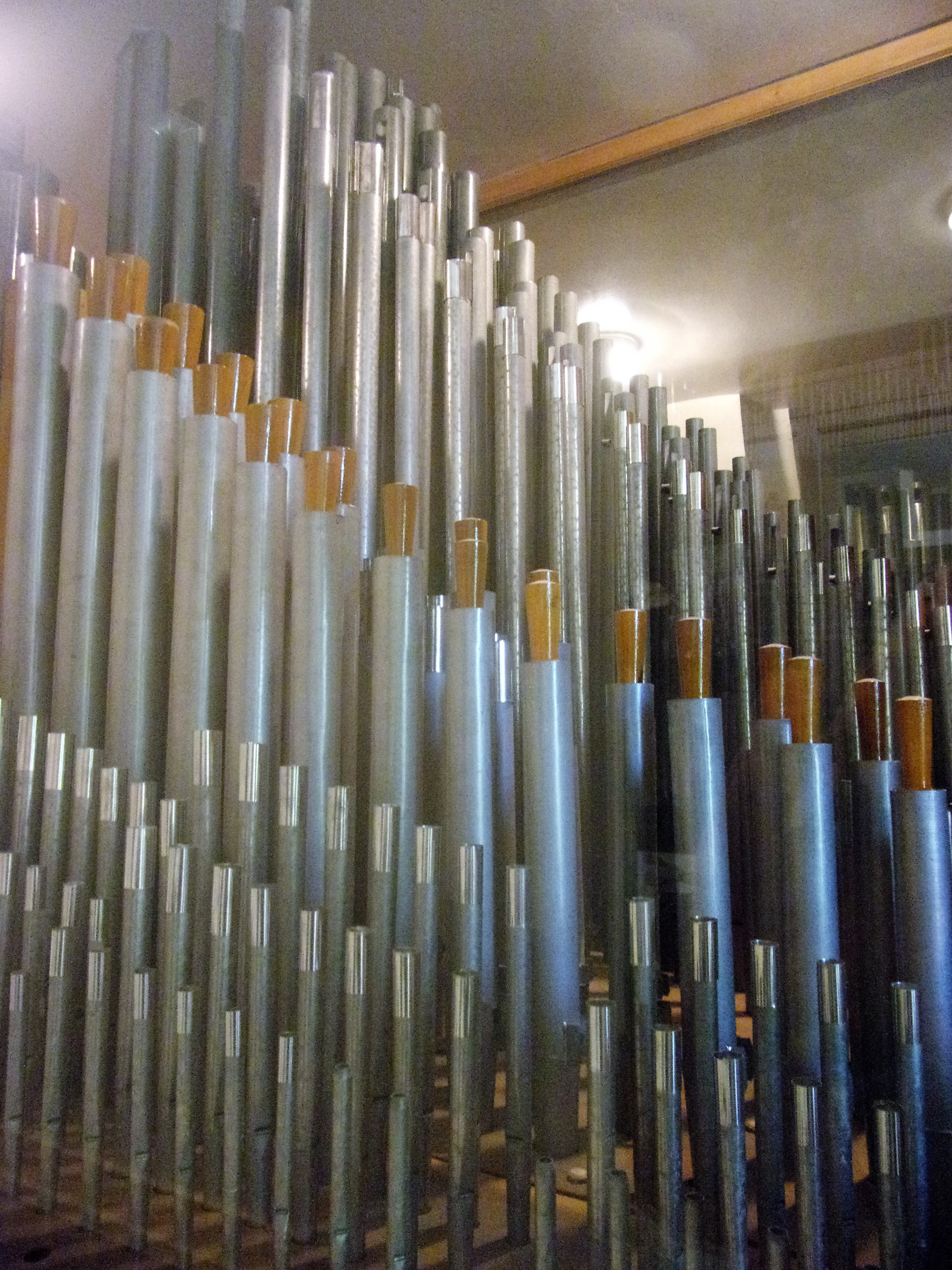
Vue partielle des tuyaux de l'orgue.

La console en chêne — sa décoration est assortie à celle de la bibliothèque — comporte trois claviers de 61 notes chacun : en bas, le clavier de Solo, au milieu, le clavier de Great (grand orgue) et en haut le clavier de Swell (récit) ainsi qu'un pédalier en éventail de 32 notes. Les boutons commandant les registres sont disposés en colonnes sur deux frontons placés de part et d'autre des claviers manuels. À gauche de l'organiste se trouvent sur cinq colonnes les registres de la pédale, du clavier de Great (grand orgue) et du clavier de Swell (récit). À droite de l'organiste, sont placés sur quatre colonnes les  registres des claviers de Great (grand orgue) et de Swell (récit) qui peuvent s'utiliser sur le clavier de Solo. Enfin, sur une rangée disposée au-dessus du troisième clavier se situent les registres actionnant les combinaisons : tirasses, accouplements des claviers et mise en marche du système de lecture des rouleaux. Le lecteur de rouleaux occupe la partie supérieure de la console, au-dessus des claviers.
Les sommiers sont réalisés en Pin d'Oregon tout comme certains tuyaux, le plus grand nombre d'entre eux étant en zinc, en alliage plomb-étain ou en bois ; la plupart des soufflets sont constitués de peau de mouton épaisse, les diaphragmes des relais pneumatiques sont en peau sciée ; enfin, certains soufflets sont en toile vulcanisée.
L'instrument comporte 27 jeux comprenant, outre les 1 812 tuyaux d'orgues répartis en jeux d'anches ou de fond, des percussions : grosse caisse (percussion (Bass Drum) ou roulement (Tympani)), carillon (20 tubes) et célesta (61 lames),.
| Clavier I Solo 61 notes                                                                              | Clavier II Great 61 notes | Clavier III Swell 61 notes                                                                                                  | Pédalier 32 notes                                                                                     |
| --- | --- | --- | --- |
| Pas de jeu en propre, mais possibilité d'utiliser les registres du Great et du Swell sur ce clavier. | Diapason 8' Chimney flute 8' Cello 8' Cello céleste 8' Flûte harmonique 4' Piccolo 2' Basson 16' Tuba 8' Vox Humana 8' Clarinette 8' English Horn 8' Corno d'Amore 8' French Horn 8' Carillon | Diapason 8' Gedeckt 8' Flûte céleste 8' Salicional 8' Voix céleste 8 Octave 4' Mixture III rgs Cornopean 8' Harp 8' Celesta | Contrabass 16' Bourdon 16' Cello 8' * Gedeckt 8' Trombone 16' Basson 16' * Carillon Bass Drum Tympani |

(*) Par emprunt au Great
Combinaisons :
Tirasses (par registres) : 
Solo to Pedal ;
Great to Pedal ;
Swell to Pedal.
Accouplements unisson (par registres) :
Swell to Great ;
Solo to Great ;
Swell to Solo.
Accouplements octaves (par registres) :
Swell to Great en 16' ;
Swell to Great en 4' ;
Solo to Great en 16' ;
Solo to Great en 4' ;
Solo en 16' ;
Solo en 4' ; 
Great en 4' ;
Swell en 16' ;
Swell en 4'.
Tremolo Great (par registres) ;
Tremolo Swell (par registres).
Système automatique de lecture de rouleaux perforés (par registres) : Re Roll ; Automatic ; Semi-Automatic.
Expression Great (par pédale à bascule) ;
Expression Swell (par pédale à bascule) ;
Crescendo (par pédale à bascule) ;
Sforzando (par pédale à cuiller).
6 combinaisons manuelles ajustables (par boutons poussoirs) ;
5 combinaisons ajustables au pied (par pistons).

### Lecture de rouleaux

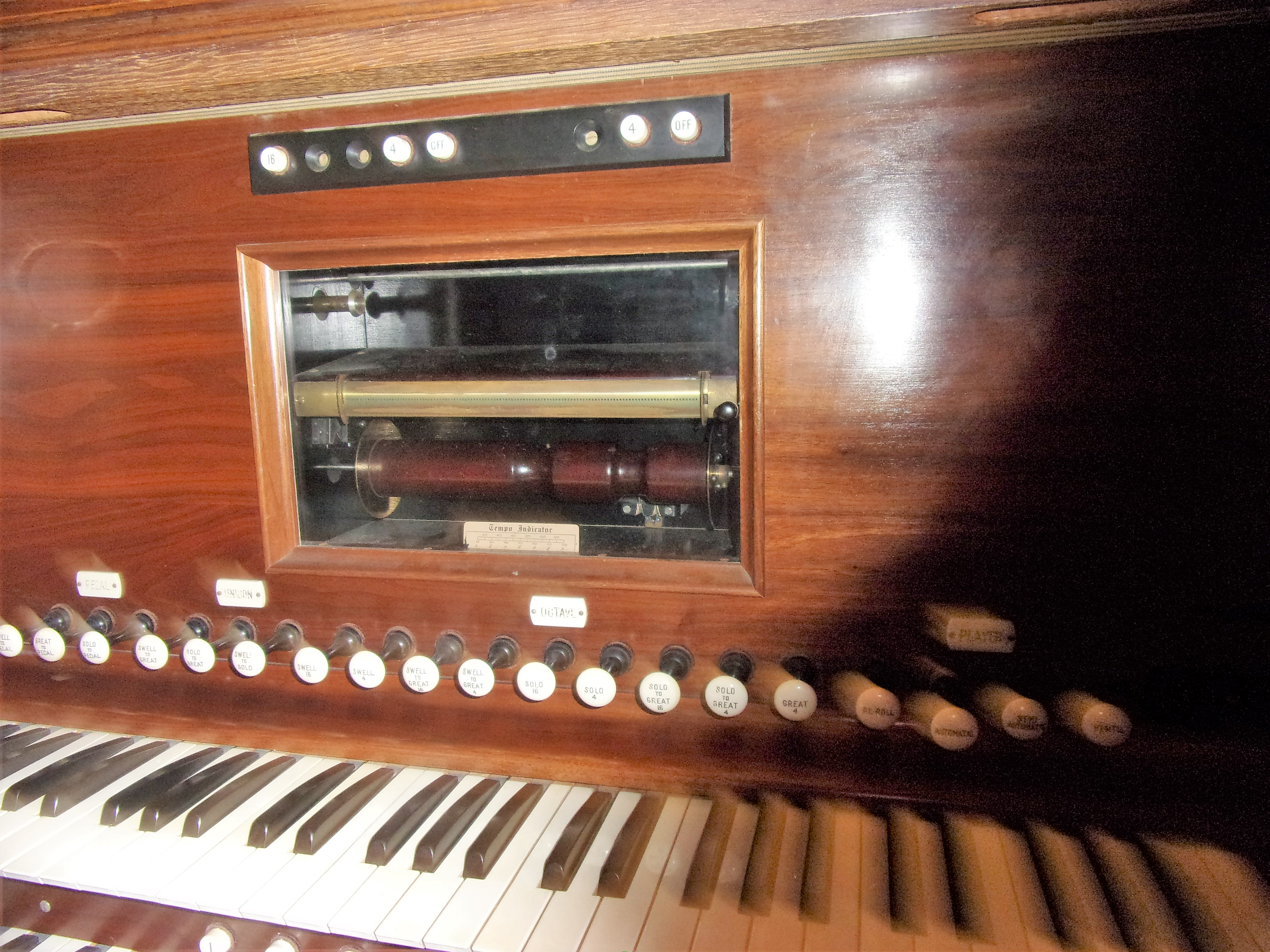
Mécanisme de lecture des rouleaux.

L'installation de l'orgue avec commande filaire des mécanismes depuis la console est relativement complexe. Elle permet toutefois de faciliter l'automatisation de l'orgue, obtenue grâce à un lecteur de rouleaux perforés intégré à la console.
Le principe s'inspire de celui d'une flûte de Pan. Dans un espace étanche sous pression, le rouleau perforé défile devant un ensemble de 120 tubes sertis dans une rampe commune centrale. Lorsqu'une perforation du rouleau passe devant l'un de ces tubes, l'air introduit actionne un opercule commandant un contacteur dont le signal électrique est transmis, comme pour les notes des claviers, à la machinerie située à l'étage supérieur.
Les rouleaux portent les enregistrements d'œuvres de compositeurs connus (Franz Schubert, Richard Wagner) ou moins célèbres (Édouard Batiste ou Alfredo d'Ambrosio (en)). Les interprètes sont peu connus au XXIe siècle à l’exception de Marcel Dupré, mais certains sont des organistes américains ou canadiens renommés du premier tiers du XXe siècle comme Chandler Goldwaithe ou Edwin Arthur Kraft (en). Ce sont ainsi 187 rouleaux de lecture, qui constituent le répertoire de l'orgue et qu'il n'a pas été nécessaire de restaurer, qui sont conservés par le Conseil départemental d'Indre-et-Loire. Il existe en outre trois rouleaux de test permettant de vérifier le bon fonctionnement de tous les composants de l'orgue.